# John Creswell
John Creswell, nome completo John Angel James Creswell (Port Deposit, 18 novembre 1828 – Elkton, 23 dicembre 1891), è stato un politico statunitense.

## Biografia
Fu il ventitreesimo direttore generale delle poste degli Stati Uniti, durante la presidenza di Ulysses S. Grant (18º presidente).
Nato in quella che all'epoca si chiamava Creswells Ferry (poi diventata Port Deposit) nello stato del Maryland, studiò al Dickinson College dove terminanò gli studi nel 1848. Si specializzò in legge, facendo poi pratica forense ad Elkton (Maryland). Dovette rassegnare le dimissioni dopo lo scandalo che coinvolse gli uomini al potere del tempo. Ritornò dunque a svolgere il suo lavoro di avvocato. Alla sua morte il corpo fu seppellito nel cimitero di Elkton.